# (18125) Brianwilson
(18125) Brianwilson ist ein Asteroid des Hauptgürtels, der am 22. Juli 2000 vom australischen Amateurastronomen John Broughton an seinem privaten Reedy-Creek-Observatorium (IAU-Code 428) in Queensland in Australien entdeckt wurde.
Der Asteroid wurde am 5. Juli 2001 nach dem US-amerikanischen Musiker Brian Wilson (1942–2025) benannt, der als der kreative Kopf der Beach Boys galt und zu den bedeutendsten Komponisten und Musikproduzenten des 20. Jahrhunderts zählte.